# Station Dovre
Station Dovre is een station in Dovre in fylke Innlandet in Noorwegen. Het stationsgebouw dateert uit 1913 en is een ontwerp van Arnstein Arneberg.